# Дејв Егерс
Дејв Егерс (енгл. Dave Eggers; Бостон, 12. март 1970) је амерички писац, уредник и издавач. Његово најпознатије дело су мемоари „Потресно дело запањујуће генијалности” из 2000 године које је било у финалном избору за Пулицерову награду за публицистику. Осим богате књижевне каријере, Егерс је познат и по својим филантропским активностима и програмима за помоћ студентима за покривање трошкова студирања. Написао је четрнаест романа од којих је највећи успех остварио „Круг”.

## Биографија
Егерс је рођен у Бостону, у породици оца адвоката, и мајке учитељице. Има браћу Вилијама и Кристофера, док је сестра Бет извршила самоубиство 2001 године. На Универзитету Илиноис је уписао смер новинарства, али је његово студирање прекинула смрт оба родитеља, оца 1991 и мајке годину дана касније. Овај период у животу је утицао на стварање његовог првог дела мемоарске прозе „Потресно дело запањујуће генијалности“. У њему се фокусира на смрт својих родитеља и изазов у одгајању свог млађег брата.
Прво искуство у писању Егерс је имао 1994 као уредник и писац за више часописа из Сан Франциска док је паралелно писао сценарије за стрипове. Први роман „You Shall Know Our Velocity” написао је 2002 и у њему је Егерс представио ситуацију где два друга из детињства добијају две хиљаде долара које одлучују да потроше на личну одисеју у трајању од недељу дана. 
Следећи роман „What Is the What” објавио је 2005 и био је у ужем избору за Националну књижевну награду. У следећих пет година списатељску каријеру је ставио на паузу, да би почетком следеће деценије између 2012 и 2014 написао три романа „Холограм за краља” који се бави темом Светске економске кризе, „Круг” дистопијски роман, као и „Your Fathers, Where Are They? And the Prophets, Do They Live Forever?” роман у дијалогу.
Два његова романа „Холограм за краља” и „Круг” су добили своје филмске адаптације 2016 и 2017 године. Две године касније написао је новелу „Парада” који се бави темама односа запада према државама трећег света, хуманитарним питањима и развојем на глобалном нивоу. Егерс 2019 године пише сатиричну новелу „Капетан и слава” која се бави Доналдом Трампом и његовом председничким мандатом. 
Егерс живи у Сан Франциску са својом супругом Вендел Видом која је такође писац. Упознали су се 1998, венчали 2003 и имају двоје деце.